# Terminator Zero
Terminator Zero (tidigare känd under titeln Terminator: The Anime Series) är en amerikansk-japansk animerad serie, baserad på James Cameron och Gale Anne Hurds franchise om rollfiguren Terminator, som släpptes på Netflix den 29 augusti 2024. Serien är skapad och framtagen av Mattson Tomlin, och innehåller i sin första säsong åtta avsnitt. Rösten till huvudkaraktären Terminator görs av Timothy Olyphant.

## Handling
Seriens handling utspelar sig i Japan under 1997, och handlar inledningsvis om hur en man vid namn Malcolm Lee utvecklar ett nytt AI-system, för att sedan tillsammans med sina tre barn bli förföljd av en okänd robotmördare. En mystisk soldat från 2022 skickas därför cirka tjugofem år bakåt i tiden, för att beskydda Malcolm och hans barn från denna robotmördare.

## Rollista
| Rollfigur   | Engelsk originalröst |
| ----------- | -------------------- |
| Terminator  | Timothy Olyphant     |
| Malcolm Lee | André Holland        |
| Eiko        | Sonoya Mizuno        |
| Kokoro      | Rosario Dawson       |
| Profeten    | Ann Dowd             |